# Ewangelia Nikodema
Ewangelia Nikodema inaczej Akta Piłata (Acta Pilati) – apokryficzna ewangelia powstała w języku greckim, prawdopodobnie w IV wieku.
Ewangelia zachowała się w wersji greckiej i łacińskiej. Grecka wersja Ewangelii Nikodema powstała ok. V wieku n.e. W średniowieczu uznawano ją za dokument historyczny, głównie przez św. Bernarda z Clairvaux i św. Jana Kantego.
Treścią główną ewangelii jest proces i śmierć Jezusa, śmierć Judasza oraz pobyt Chrystusa w Szeolu.

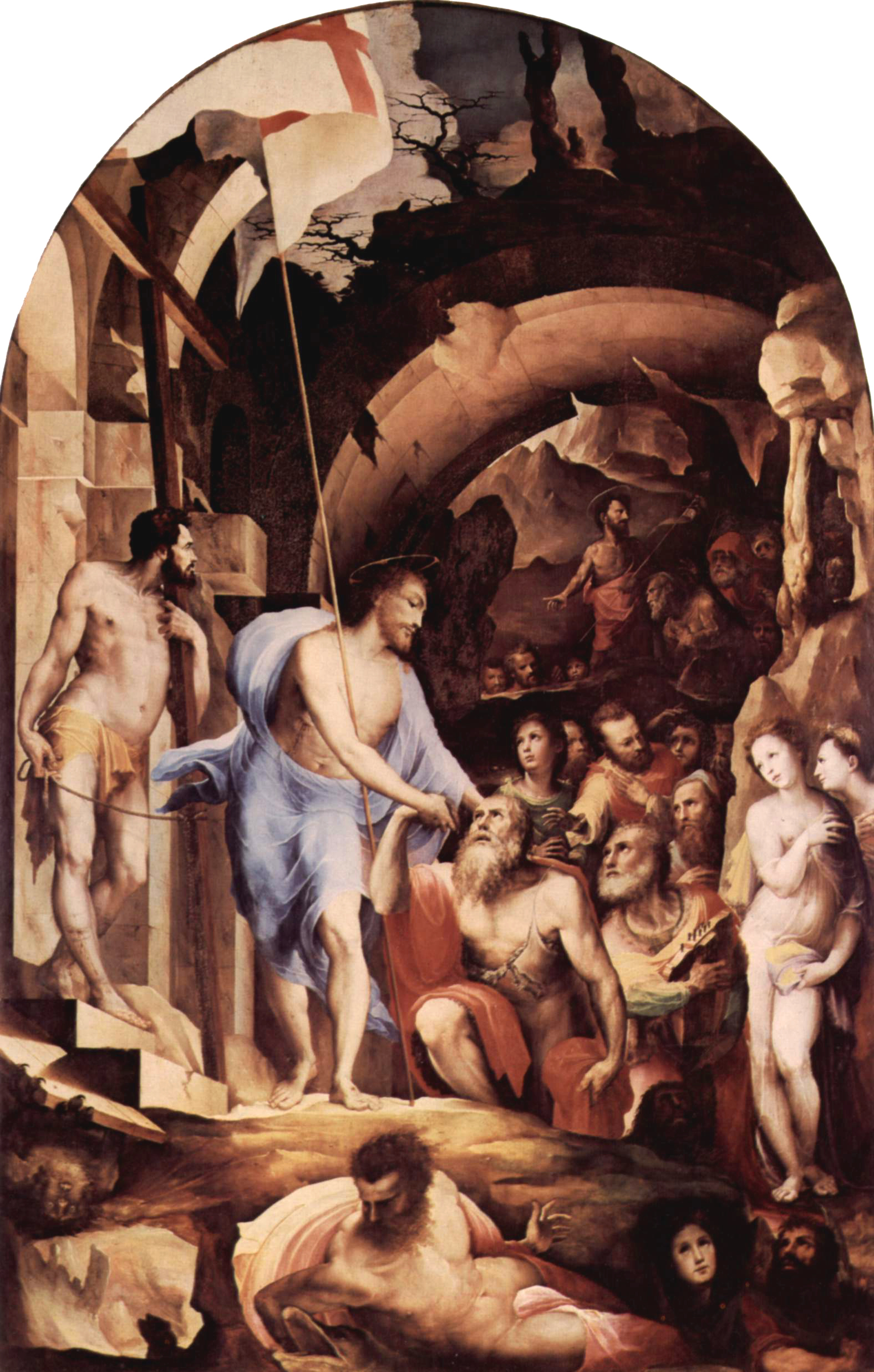
Domenico Beccafumi, Chrystus w limbo

## Treść Ewangelii
Utwór składa się z trzech części. W pierwszej części ewangelii znajduje się opis procesu Jezusa, przedstawiony w formie dialogu. Z jednej strony znajdują się oskarżyciele, którzy wysuwają przeciw Jezusowi zarzuty, będące zestawem argumentów starożytnych ze strony zarówno Żydów jak i pogan. Zarzuty są prostowane przez innych świadków. Rozmowa Jezusa z Piłatem stanowi twórcze rozwinięcie dialogu z Ewangelii Jana.
W drugiej części znajduje się opis męki Jezusa. Ta część w różnych wersjach ewangelii jest przedstawiana w odmiennych wariantach np. występuje tu motyw żalu Maryi, podobny do Ewangelii Gamaliela, relacje przed Sanhedrynem dwóch świadków, Leuciusza i Karinusa, powstałych z martwych po ukrzyżowaniu lub opis śmierci Judasza. Niektóre tłumaczenia zawierają najwcześniejsze podania legendy o św. Weronice a także historię losów Józefa z Arymatei, który według ewangelii kanonicznych zdjął z krzyża ciało Jezusa i pochował je. Z tego powodu Żydzi uwięzili go w domu pozbawionym okien, lecz Jezus przybył do niego, pocałował go i uwolnił.
Trzecia część opisuje zstąpienie Chrystusa do Otchłani (łac. Descensus ad inferos), występujące też jako odrębny utwór. Ten oryginalny fragment jest wzorowany na literaturze klasycznej, gdzie motyw zstąpienia do podziemi, często przedstawiany w epopejach greckich i łacińskich, towarzyszy przy opisie dokonań np. Odyseusza czy Eneasza. Zstąpienie do Szeolu stanowi również przykład egzegezy apokryficznej tzn. jest wyjaśnieniem wiersza z I listu św. Piotra (3,20): W nim przyszedł głosić [zbawienie] nawet duchom zamkniętym w więzieniu.
W pierwszych wersach zstąpienia do otchłani przedstawiono gwałtowny dialog pomiędzy śmiercią i Hadesem, następnie opis wzburzenia Podziemia, gdzie przebywają wszyscy prorocy Starego Testamentu z Janem Chrzcicielem na czele. Postacie odczuwają zbliżanie się Chrystusa, który niszczy bramy Otchłani i wyprowadza z niej wszystkich sprawiedliwych.
Do Ewangelii Nikodema zalicza się również Paradosis Pilati (Wydanie Piłata), gdzie Piłat zostaje oskarżony przez cesarza z powodu stracenia Jezusa. Piłat przed obliczem cesarza broni się, zrzucając całą winę na żydów:

...z powodu bezprawia i knowań niegodziwych i bezbożnych Żydów uczyniłem to" (V). Usłyszawszy to, Cesarz „napełniony gniewem" kazał spisać dekret przeciwko Żydom, wysyłając „Pozdrowienia dla Likiana, zarządcy krainy wschodniej", zawierające rozkaz, mocą którego miał on mieszkańców miasta Jerozolimy, którzy bezprawnie "zmusili Piłata do ukrzyżowania pewnego Boga zwanego Jezusem" – wziąć w niewolę, wygnać z Judei, rozproszyć i oddać w niewolę innym ludom. „Gdy ten oto dekret dotarł do krainy wschodniej, Likian, posłuszny strasznym nakazom, uczynił rzeź całego ludu żydowskiego; tych zaś, którzy pozostali w Judei, oddał jako niewolników poganom w rozproszeniu" (VII).

W końcowych wersach Piłat zostaje skazany na śmierć przez ścięcie mieczem, a przed śmiercią modli się po chrześcijańsku, recytując antyżydowską modlitwę: Panie, nie gub mnie z niegodziwymi Żydami, bo ja sam nigdy bym nie przyłożył do Ciebie ręki, gdyby nie presja bezprawnie działającego ludu żydowskiego (IX).
Ewangelia Nikodema, w przeciwieństwie do dużej części apokryfów, nie zawiera treści uznawanych przez katolików za heretyckie i jest zgodna z nauczaniem Kościoła Katolickiego.

## Ewangelia Nikodema w kulturze
Opis zstąpienia do piekieł Jezusa był często przedstawiany w literaturze i sztuce. W kościołach prawosławnych bardzo często spotyka się ikony przedstawiające wyjście Adama i Ewy z Otchłani. Najczęściej przedstawiały następujące po sobie wydarzenia: walkę Chrystusa z szatanem, zejście do otchłani i powitanie przez proroków oraz wyprowadzenie do nieba sprawiedliwych. Wyobrażenie takie wykształciło się w VII-VIII w. na terenie Syrii lub w Palestynie, skąd pochodzą najstarsze zachowane ikony tego tematu. Ostatecznie jego treść skrystalizowała się w XI–XII w., kiedy to ikony ukazują Jezusa jako opuszczającego piekło i wyprowadzającego z niego Adama.
Ewangelia została przetłumaczona na polski na przełomie XV i XVI przez nieznanego autora. Zachowały się dwie redakcje tekstu, zapisane w 1544 przez Wawrzyńca z Łaska, wraz z dwoma innymi tekstami (Ewangelia Nikodema). Motyw zstąpienia do piekieł występuje u Mikołaja z Wilkowiecka w jego utworze Historyja o chwalebnym Zmartwychwstaniu Pańskim a także w pieśni wielkanocnej Zwycięzca śmierci, piekła i szatana.
Z tego utworu pochodzi m.in. przyjęte przez tradycję imię Dobrego Łotra – Dyzma i Złego Łotra – Gestas.